# レベッカ・デモーネイ
レベッカ・デモーネイ（Rebecca De Mornay、1959年8月29日 - ）は、アメリカ合衆国カリフォルニア州出身の女優。デモーネイは母の再婚相手の姓である。

## 略歴
カリフォルニア州サンタローザ生まれ。父親はラジオやテレビのコメンテーターWally Georgeだが、母親とその再婚相手に育てられる。フランスに育ち英国のカレッジに学んだ後、ニューヨークで演技の勉強をする。1982年に映画デビュー。
一般には1983年の『卒業白書』で広く知られるようになった。商業的に最も成功した映画は1992年の主演作の『ゆりかごを揺らす手』である。
1988年の『可愛い悪女』では大胆なヘアヌードを披露している。

## 私生活
私生活では、1983年に『卒業白書』で共演したトム・クルーズと2年半ほど同棲した。その後短期間、小説家のブルース・ワーグナーと結婚していたことがある。スポーツキャスターであるパトリック・オニール（俳優ライアン・オニールの息子であり、俳優のパトリック・オニールとは別人）と結婚し、2児をもうけたが2002年に離婚している。
2007年には飲酒運転で逮捕された。

## 主な出演作品

### 映画
| 公開年 | 邦題 原題                                                       | 役名                                        | 備考                 |
| ------ | --------------------------------------------------------------- | ------------------------------------------- | -------------------- |
| 1982年 | ワン・フロム・ザ・ハート One from the Heart                     | Understudy                                  |                      |
| 1983年 | 卒業白書 Risky Business                                         | ラナ                                        |                      |
| 1983年 | テスタメント Testament                                          | キャシー                                    |                      |
| 1985年 | スラッガーズ・ワイフ The Slugger's Wife                         | デビー                                      |                      |
| 1985年 | 暴走機関車 Runaway Train                                        | サラ                                        |                      |
| 1985年 | バウンティフルへの旅 The Trip to Bountiful                      | セルマ                                      |                      |
| 1986年 | モルグ街の殺人 The Murders in the Rue Morgue                    | クレア                                      | テレビ映画           |
| 1988年 | 可愛い悪女 And God Created Woman                                | ロビン                                      |                      |
| 1988年 | マドンナ★コップ Feds                                            | エリー・デ・ウィット                        |                      |
| 1989年 | ディーラーズ Dealers                                            | アンナ                                      |                      |
| 1990年 | ラスト・カウントダウン/大統領の選択 By Dawn's Early Light       | モロー                                      | テレビ映画           |
| 1991年 | 都合のわるい女/ジェラシー・ゲーム An Inconvenient Woman         | フロー                                      | テレビ映画           |
| 1991年 | バックドラフト Backdraft                                        | ヘレン・マカフレイ                          |                      |
| 1992年 | ゆりかごを揺らす手 The Hand That Rocks the Cradle               | モット夫人 / ペイトン・フランダース         |                      |
| 1993年 | ビジター/欲望の死角 Blind Side                                  | リン                                        |                      |
| 1993年 | ギルティ/罪深き罪 Guilty as Sin                                 | ジェニファー・ヘインズ                      |                      |
| 1993年 | 三銃士 The Three Musketeers                                     | デ・ウウィンター伯爵夫人                    |                      |
| 1994年 | 誰かが見ていた Getting Out                                      | アーレン                                    | テレビ映画           |
| 1995年 | ストレンジャー Never Talk to Strangers                          | サラ・テイラー                              | 出演・製作総指揮     |
| 1996年 | ザ・ウィナー The Winner                                         | ルイーズ                                    |                      |
| 1998年 | コン・ラヴァー The Con                                          | バーバラ・ビートン / ナンシー・スローグッド | テレビ映画           |
| 1999年 | シック・アズ・シーヴス Thick as Thieves                         | ペトロン                                    |                      |
| 1999年 | フェロモン A Table for One                                      | ルース                                      | 出演・共同製作総指揮 |
| 2000年 | ダブル・テンプテーション The Right Temptation                   | デリアン・マッコール                        |                      |
| 2003年 | アイデンティティー Identity                                     | キャロライン・スザンヌ                      |                      |
| 2004年 | ヒラリー・ダフの ハート・オブ・ミュージック Raise Your Voice    | ニナおばさん                                |                      |
| 2005年 | ロード・オブ・ドッグタウン Lords of Dogtown                     | フィレーン                                  |                      |
| 2005年 | ウエディング・クラッシャーズ Wedding Crashers                   | ミセス・クローガー                          |                      |
| 2010年 | マザーズデイ Mother's Day                                       | ナタリー・コフィン                          |                      |
| 2012年 | アメリカン・パイパイパイ!完結編 俺たちの同騒会 American Reunion | レイチェル・フィンチ                        |                      |
| 2012年 | アパートメント1303年号室 Apartment 1303 3D                      | マディ・ステート                            |                      |
| 2016年 | リベンジ・リスト I Am Wrath                                     | ビビアン・ヒル                              |                      |

### テレビシリーズ
| 放映年          | 邦題 原題                                                  | 役名                     | 備考                            |
| --------------- | ---------------------------------------------------------- | ------------------------ | ------------------------------- |
| 1995年          | 新アウターリミッツ The Outer Limits                        | 女                       | 計1話出演                       |
| 1997年          | シャイニング The Shining                                   | ウィニフレッド・トランス | ミニシリーズ                    |
| 1999年          | ER緊急救命室 ER                                            | エレイン・ニコルズ       | 計5話出演                       |
| 2004年          | ザ・プラクティス ボストン弁護士ファイル The Practice       | ハンナ・ローズ           | 計4話出演                       |
| 2006年          | LAW & ORDER:性犯罪特捜班 Law & Order: Special Victims Unit | テッサ・マッケラン       | 第7シーズン第15話「支配する女」 |
| 2007年          | John from Cincinnati                                       | シシー・ヨスト           | 計10話出演                      |
| 2015年 - 2019年 | ジェシカ・ジョーンズ Jessica Jones                         | ドロシー・ウォーカー     | 計13話出演                      |
| 2016年、2021年  | LUCIFER/ルシファー Lucifer                                 | ペネロペ・デッカー       | 計3話出演                       |